# Ак-Джар (Узгенский район)
Ак-Джар (кирг. Ак-Жар) — село в Узгенском районе Ошской области Кыргызстана. Входит в состав Ак-Джарского аильного округа. Код СОАТЕ — 41706 255 804 01 0

## Население
По данным переписи 2023 года, в селе проживало 2 255 человек.